# 阿特里塞普斯島
60°47′S 45°9′W / 60.783°S 45.150°W
阿特里塞普斯島（英語：Atriceps Island），是南極洲的島嶼，位於南奧克尼群島的科羅內申島東南端以南5公里，屬於羅伯森群島的一部分，被國際鳥盟列為重點鳥區，現時由南極條約體系管理。